# Islote Santa Bárbara
Islote Santa Bárbara (también escrito Isleta Santa Bárbara o bien Isla Santa Bárbara) es el nombre que recibe un islote lacustre a 200 metros de la isla de Flores, cabecera del departamento del Petén. Se encuentra ubicado en el Lago Petén Itzá, y que pertenece al país centroamericano de Guatemala, localizándose en las coordenadas geográficas 16°56′N 89°54′O / 16.933, -89.900, a 266 kilómetros al norte de la capital del país la ciudad de Guatemala. Administrativamente depende del Departamento guatemalteco de  Petén. En la isla se encuentran varias cabañas. Es visitada por turistas atraídos por las bellezas naturales del lago.
La localidad más cercana es San Benito ubicada al sur.